# Menesia
Menesia är ett släkte av skalbaggar som beskrevs av Étienne Mulsant 1856. Menesia ingår i familjen långhorningar.

## Bildgalleri

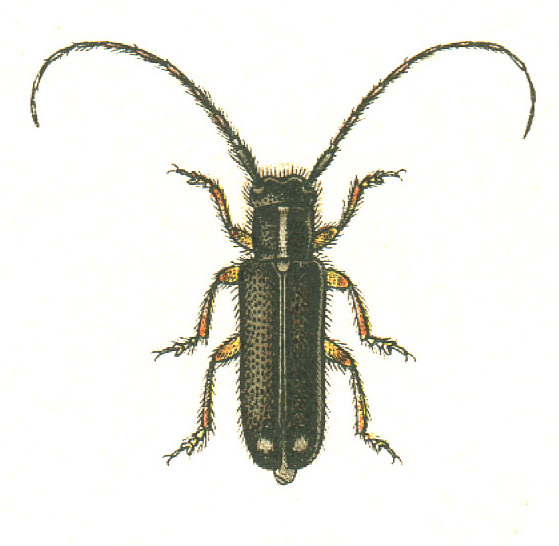
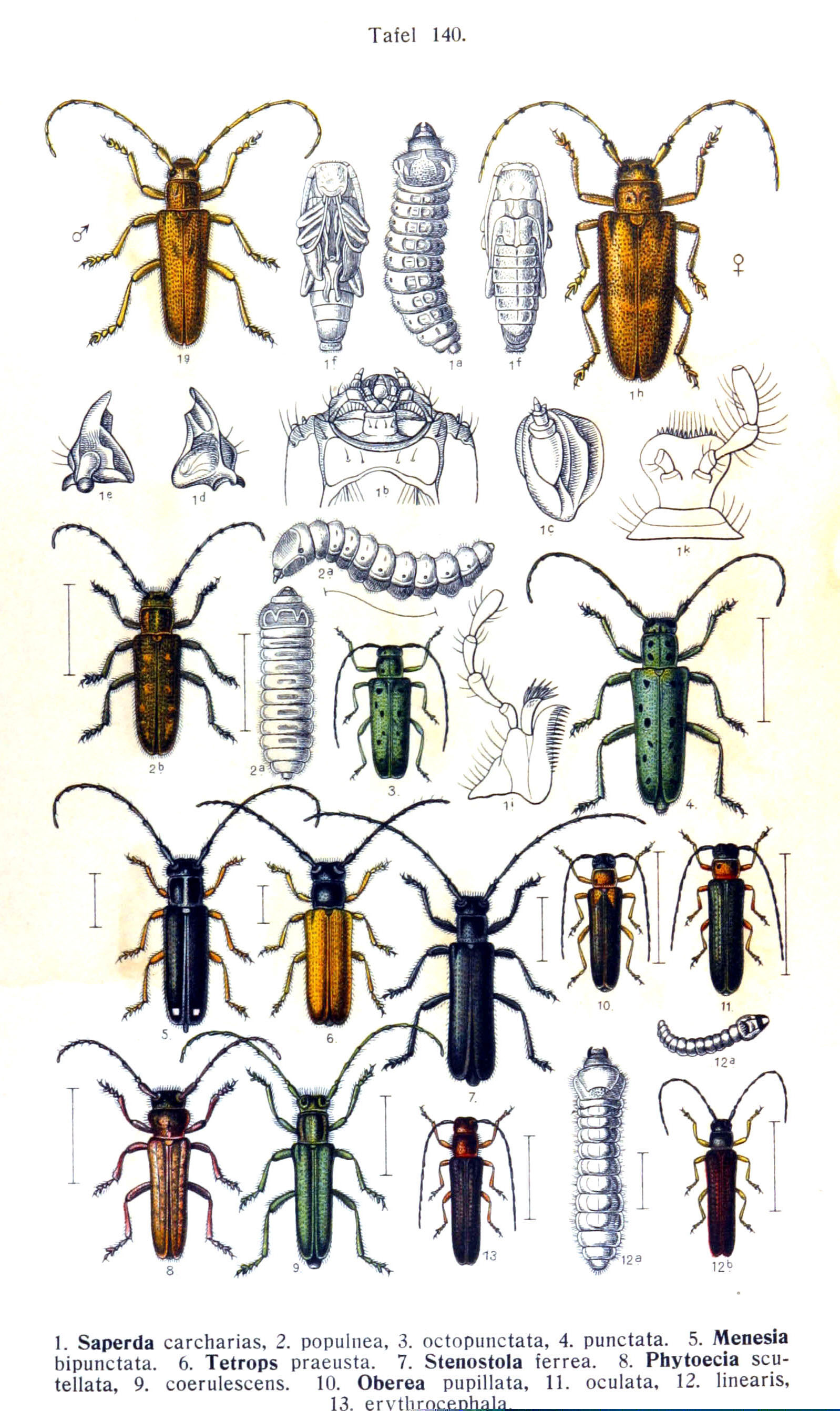

## Dottertaxa tillMenesia, i alfabetisk ordning[1][2]
- Menesia akemiae
- Menesia albifrons
- Menesia bicoloricornis
- Menesia bimaculata
- Menesia bipunctata
- Menesia burmanensis
- Menesia calliope
- Menesia cana
- Menesia clytoides
- Menesia dallieri
- Menesia discimaculata
- Menesia eclectica
- Menesia fasciolata
- Menesia flavoantennata
- Menesia flavotecta
- Menesia georgiana
- Menesia gleneoides
- Menesia guttata
- Menesia immaculipennis
- Menesia javanica
- Menesia kalshoveni
- Menesia laosensis
- Menesia latevittata
- Menesia livia
- Menesia longipes
- Menesia longitarsis
- Menesia makilingi
- Menesia matsudai
- Menesia nigra
- Menesia nigriceps
- Menesia nigricornis
- Menesia niveoguttata
- Menesia ochreicollis
- Menesia octoguttata
- Menesia palliata
- Menesia pulchella
- Menesia sexvittata
- Menesia shelfordi
- Menesia signifera
- Menesia subguttata
- Menesia sulphurata
- Menesia transversevittata
- Menesia transversonotata
- Menesia walshae
- Menesia vitiphaga
- Menesia vittata
- Menesia yuasai